# Frederick Treves
Frederick Treves, pierwszy baronet, GCVO, CH, CB (ur. 15 lutego 1853, zm. 7 grudnia 1923) – brytyjski chirurg, żyjący w epoce wiktoriańskiej. Zasłynął dzięki przyjaźni z Josephem Merrickiem, znanym jako człowiek-słoń. W zapisach imię Merricka zostało pomyłkowo zmienione na John, błąd ten został powielony przez wielu biografów Josepha Merricka.

## Biografia
Treves był synem tapicera z Dorchester. Został chirurgiem, specjalizującym się w operacjach brzucha. Pracował w Królewskim Szpitalu w Londynie. W roku 1877 poślubił Ann Elizabeth Mason. Około roku 1886 Treves sprowadził do Szpitala Królewskiego Josepha Careya Merricka, powszechnie znanego jako człowiek-słoń. Od tego czasu Merrick zamieszkiwał w szpitalu aż do swojej śmierci w kwietniu 1890 roku.
W roku 1902 Trevesa powołano na osobistego chirurga Jego Królewskiej Mości Edwarda VII. Wykonał wówczas zabieg usunięcia wyrostka robaczkowego wraz z towarzyszącym mu wrzodem po tym, jak król niespodziewanie dostał przepukliny. Na początku XX w. śmiertelność wśród pacjentów poddawanych operacjom chirurgicznym była wysoka. Król zachorował niedługo przed swoją koronacją, która miała się odbyć w czerwcu. Z tego powodu Edward VII sprzeciwiał się operacji, jednak Trevesowi udało się go przekonać. Treves otwarcie wyznał królowi, że jeżeli ten nie podda się operacji, to zamiast ceremonii koronacji odbędzie się ceremonia pogrzebowa.
Sześć tygodni później, w czasie koronacji króla Edwarda VII i jego małżonki królowej Aleksandry, nazwisko Trevesa zostało wymienione na liście honorowej. W nagrodę za zasługi chirurg otrzymał rezydencję w Richmond Park, a następnie zezwolono mu na przejście na wcześniejszą emeryturę.
Treves napisał wiele książek, w tym „Człowiek-słoń i inne wspomnienia” (1923), „Anatomia stosowana w chirurgii” (1883), „Drogi główne i poboczne w Dorset” (obszar w Wielkiej Brytanii, gdzie Treves się urodził), „Podręcznik Operacji Chirurgicznych dla Studentów” (1892), „Na wakacje do Ugandy, opuszczonego kraju”, oraz „The Craddle of the Deep” (1908). W tym ostatnim tomie zdał relacje ze swoich podróży po Karaibach, przeplatane informacjami o ich historii; opisał m.in. śmierć pirata Czarnobrodego, wybuch wulkanu Mount Pelee (który zniszczył miasto St. Pierre na Martynice) oraz potężne trzęsienie ziemi w Kingston na Jamajce, gdzie przypłynął wkrótce po tym zdarzeniu. W latach 1902–1910 pełnił służbę osobistego chirurga królewskiego.
Był także założycielem Towarzystwa Czerwonego Krzyża i pierwszym prezesem Towarzystwa Mieszkańców Dorset. Około roku 1920 Treves przeprowadził się do Szwajcarii, gdzie w roku 1923 zastała go śmierć. Jak na ironię, zmarł na skutek zapalenia otrzewnej, które w czasach przed odkryciem antybiotyków było zazwyczaj spowodowane chorobą wyrostka robaczkowego. Treves został pochowany w swoim rodzinnym hrabstwie Dorset.

## Nawiązania w popkulturze
W nakręconym w 1980  filmie Davida Lyncha pt. „Człowiek słoń” w rolę Trevesa wcielił się Anthony Hopkins.